# Kosswigobarbus
Kosswigobarbus is een geslacht van straalvinnige vissen uit de familie van Cyprinidae (Eigenlijke karpers).

## Soort
- Kosswigobarbus kosswigi (Ladiges, 1960)